# Adnan Al-Kaissie
Adnan Bin Abdulkareem Ahmed Alkaissy El Farthie (Baghdad, 1 maart 1939 – 6 september 2023) was een Iraaks professioneel worstelaar en manager die vooral bekend is van zijn tijd bij World Wide Wrestling Federation (WWWF) als Adnan Al-Kaissie.
Kaissie overleed op 84-jarige leeftijd.

## In worstelen
- Finishers
  - Indian deathlock
- Worstelaars gemanaged

| - King Kong Brody - Sgt. Slaughter - Col. Mustafa - "Superstar" Billy Graham - Mr. Hughes | - Bobby Duncum - Chris Markoff - Boris Zhukov - Jerry Blackwell - Ivan Koloff | - Alexis Smirnoff - Mr. Saito - Ken Patera - Jonnie Stewart - Masked Superstar | - Abdullah the Butcher - Kamala - Nord the Barbarian - King Tonga - Soldat Ustinov | - Teijho Khan - Luke Graham - Leilani Kai - Bob Orton Jr. - Hercules Hernandez | - Kokina Maximus |

## Erelijst
- NWA Mid-Pacific Promotions
  - NWA United States Heavyweight Championship (1 keer)
  - NWA Hawaii Tag Team Championship (1 keer met Peter Maivia)
- Pacific Northwest Wrestling
  - NWA Pacific Northwest Heavyweight Championship (2 keer)
  - NWA Pacific Northwest Tag Team Championship (4 keer; 1x met Shag Thomas, 1x met Pepper Martin, 1x met Bearcat Wright en 1x met Johnny War Eagle)
- Southwest Sports, Inc.
  - NWA Texas Heavyweight Championship (1 keer)
  - NWA World Tag Team Championship (1 keer met Hogan Wharton)
- World Championship Wrestling (Australia)
  - IWA World Heavyweight Championship (1 keer)
  - IWA World Tag Team Championship (2 keer; 1x met Mario Milano en 1x met Tex McKenzie)
- World Wide Wrestling Federation
  - WWF World Tag Team Championship (1 keer met Jay Strongbow)